# Cladochaeta reversa
Cladochaeta reversa är en tvåvingeart som beskrevs av David Grimaldi och Nguyen 1999. Cladochaeta reversa ingår i släktet Cladochaeta och familjen daggflugor.
Artens utbredningsområde är El Salvador. Inga underarter finns listade i Catalogue of Life.